# スターム・ルガー スーパー・レッドホーク
スターム・ルガー  スーパー・レッドホーク（英: Sturm Ruger Super Red Hawk）は、アメリカのスターム・ルガー社が開発した回転式拳銃である。

## 概要
1986年に同社より発売されたマグナムリボルバー、レッドホークをベースとし、レッドホークでも使用していた.44マグナム弾をより安全に使用するだけで無く、更に大口径の弾薬にも対応出来る事を目的で、同じく同社製リボルバーの一つであるブラックホーク同様に設けられた、より耐久性や強度が高められた発展型で、1987年に発売となった。

## 特徴
材質はサテンステンレス製で、通常のレッドホークとの最大の違いは、フレームの前部が、バレル後方を覆う形で延長されており、トップストラップ、サイドウォール、バレルマウントエリアに追加金属を備えた事で、より強度が増しただけで無く、フレームトップに無改造でスコープ等の光学機器をマウントする事が可能となっている他、ハンマースプリングは、レッドホークではハンマー下部に「くの字」に曲がる二つの部品が装着されており、これをハンマースプリングが後方に押す様な特殊な構造になっていたが、スーパー・レッドホークでは、ハンマースプリングガイド周囲に装備されたシンプルな形式となった。
又、フロントサイトは交換可能なレッドインサートが入ったランプタイプ、リアサイトはアジャスタブルタイプで、シリンダーは通常、フルーテッドシリンダーだが、.454カスール弾、.480ルガー弾仕様のモデルではより高圧の弾薬に応じて、耐久性の高いノンフルーテッドシリンダーとなっており、小型化されたペグスタイルのグリップフレームには、フロントストラップにフィンガーチャンネル、握った手の平の位置になるバックストラップにリコイルクッションが配置されたホーグ社製のテイマーモノグリップが装着され、カスタムグリップの交換も可能となっている。

## バリエーション
使用弾薬に関しては、.44マグナム弾仕様のモデルの他に、10mmオート弾、.41マグナム弾（ディビジョン・ディストリビューター限定モデルのみ）、.454カスール弾（.45ロング・コルト弾も使用可能）、.480ルガー弾を使用するモデルがそれぞれ存在し、銃身長は標準の7.5インチモデルの他に、.44マグナム弾仕様モデルでは9.5インチモデル、10mmオート弾仕様モデルでは6.5インチモデルも設けられており、TALOディストリビューター限定モデルでは、.454カスール弾仕様モデルに5インチモデル、10mmオート弾仕様モデルに7.5インチモデルが設けられている。

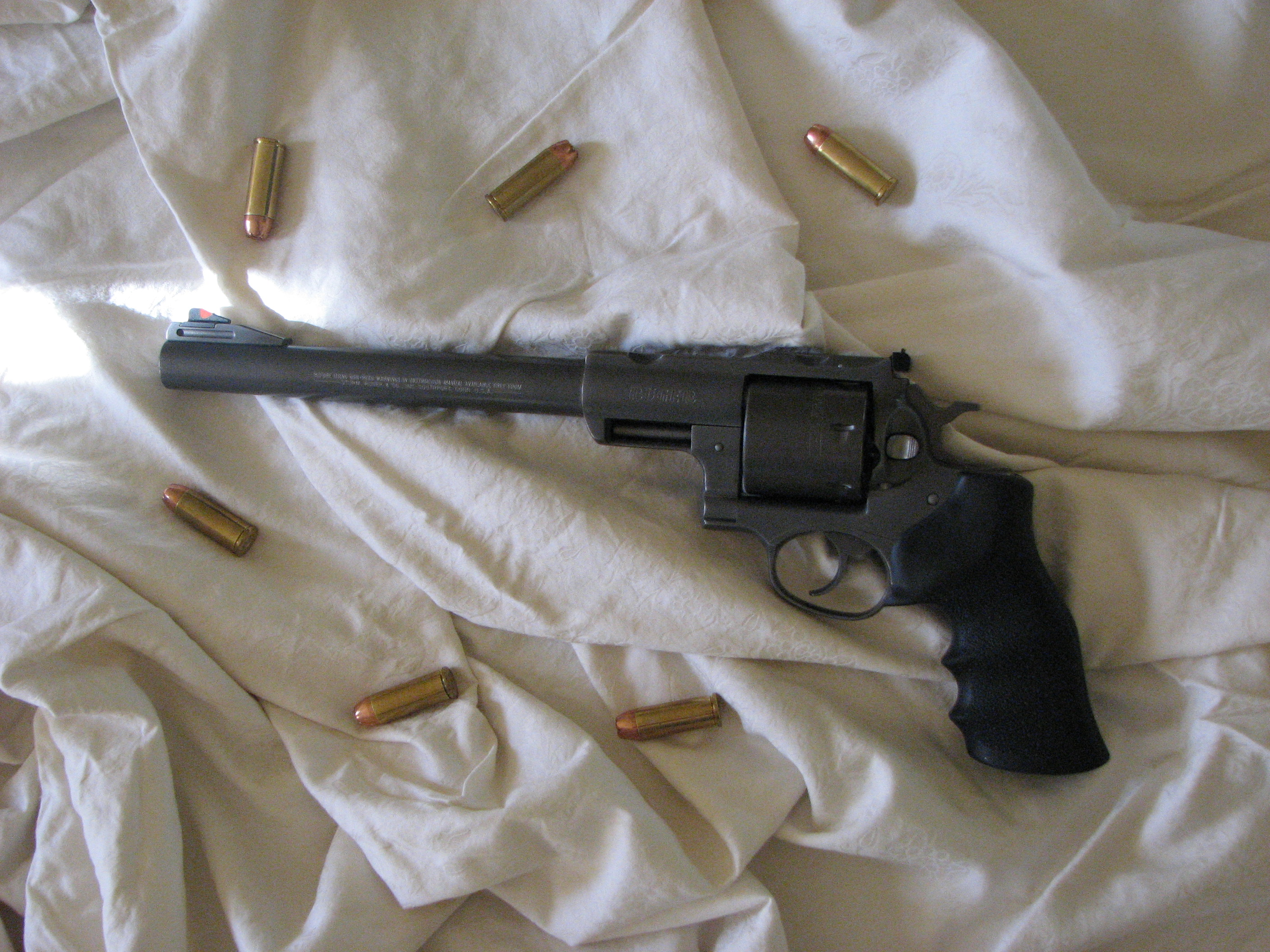
.480ルガー弾仕様モデルのスーパー・レッドホーク

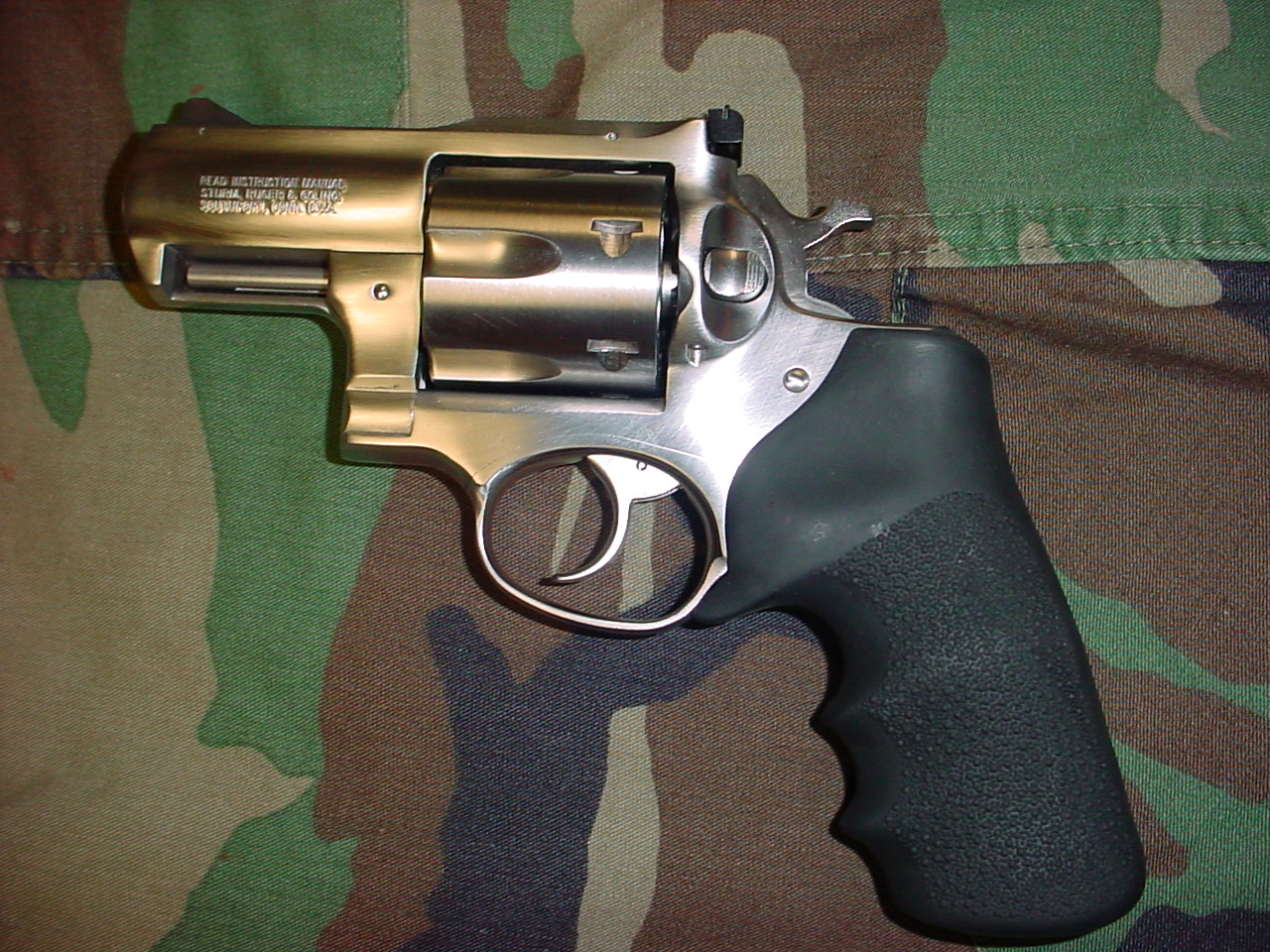

スーパー・レッドホーク アラスカン
2.5インチのショートバレルモデル。シンプルなブラックランプフロントサイトを備えており、.44マグナム弾、.454カスール弾、.480ルガー弾を使用するモデルがそれぞれ存在する。

## 登場作品
緋弾のアリアAAで高千穂麗が木製ストックの付いたモデルを使用していた。なお25話ではストックレスのモデルを使用。